# Os. Mikołaja Kopernika (obszar SIM)
Os. Mikołaja Kopernika – jednostka obszarowa utworzona w 2008 roku na potrzeby Systemu Informacji Miejskiej (SIM) w Poznaniu. Jednostka obszarowa formalnie nie jest osiedlem. Mieści się na terenie osiedla samorządowego Grunwald Południe i obejmuje fragment osiedla im. Mikołaja Kopernika.